# Carlo Morandi
Carlo Morandi (Suna, 6 marzo 1904 – Firenze, 31 marzo 1950) è stato uno storico e politologo italiano.

## Biografia
https://siusa.archivi.beniculturali.it/cgi-bin/siusa/pagina.pl?TipoPag=prodpersona&Chiave=49921&RicProgetto=personalita si laureò in Lettere presso l'Università degli Studi di Pavia, nel 1936 vinse una cattedra di Storia del Risorgimento presso l'Università di Pisa; dopo pochi anni si trasferì all'Università degli Studi di Firenze, dove insegnò Storia moderna alla Facoltà di Lettere e all'Istituto Cesare Alfieri di Scienze politiche.
Iscrittosi al Partito Nazionale Fascista, divenne aperto sostenitore del fascismo, collaborando con saggi storici ma anche con articoli propagandistici a riviste quali Bibliografia fascista, Civiltà fascista, Leonardo, Nuova rivista storica, Rivista Storica Italiana e Popoli. Scrisse per il Dizionario di politica (Istituto dell'Enciclopedia Italiana) la voce: Politica di equilibrio. Fitta fu la sua collaborazione con la rivista fondata nel 1940 da Giuseppe Bottai, personaggio di spicco del regime fascista, "Primato": a lui fu affidato "il compito di illustrare la prospettiva europeista della linea editoriale della rivista, partendo dal superamento del principio ottocentesco di nazionalità per proiettarsi verso il Nuovo Ordine Europeo" (Mirella Serri, I Redenti, 2009).
Dopo la seconda guerra mondiale ripudiò la sua giovanile adesione al fascismo, fornendo, nel suo libro più celebre, I partiti politici in Italia dal 1848 al 1924, un'interpretazione storiografica della storia italiana prefascista fortemente orientata verso le tesi crociane e gramsciane; sul comunismo italiano sostenne ad esempio che nacque da "una profonda esigenza di cultura, uno spirito fresco e libero, una netta intransigenza rivoluzionaria". Egli, a guerra conclusa, definirà la sua esperienza di collaborazione con il fascismo come "servitù volontaria". Contemporaneamente all'attività di docente presso l'Università di Firenze (tra i suoi allievi si ricordano Giampiero Carocci, Giuliano Procacci, Ernesto Ragionieri), collaborò con Il Giornale (Napoli) e il Corriere del Mattino.
Morto a soli 46 anni nel 1950, è considerato un grande innovatore del metodo della ricerca storica. Pur essendo stato fortemente legato al regime fascista, restano fondamentali i suoi studi sulle forze politiche moderate dell'Italia unita e sulle relazioni diplomatiche che legavano l'Italia all'Europa sin dall'inizio dell'età moderna.

## Archivio e biblioteca personale
La Biblioteca Umanistica dell'Università degli studi di Firenze conserva un Fondo archivistico intitolato a Carlo Morandi. Il fondo è costituito da carte manoscritte che comprendono: un carteggio (1932-1949), materiali preparatori, testi di conferenze, lezioni, discorsi, ritagli di giornali, atti e documenti vari. I volumi a stampa del '900, riguardano la storia moderna e contemporanea e la storia del Risorgimento e consistono di circa 50 monografie, oltre a numeri di riviste e opuscoli per un totale di circa 750 pezzi.
La documentazione, precedentemente ripartita in 11 scatole, è stata riordinata e condizionata in 14 contenitori. 
In condizioni di conservazione generalmente discrete, in parte alluvionato. 
Per un approfondimento sul fondo: Squilloni Antonella (a cura di), Catalogo del Fondo Carlo Morandi, Firenze, 1991 (non in commercio, consultabile presso la Biblioteca Umanistica); Capannelli E., Insabato E. (a cura di), Guida agli Archivi delle personalità della cultura in Toscana tra '800 e '900. L'area fiorentina, Firenze, Olschki, 1996, pp. 411-413

## Opere principali
- Idee e formazioni politiche in Lombardia dal 1748 al 1814, Torino, F.lli Bocca, 1927
- Problemi storici italiani ed europei del XVIII e XIX secolo, Milano, Istituto per gli Studi di Politica Internazionale, 1937
- Lo stato di Milano e la politica di Vittorio Amedeo II: note e documenti, Bologna, N. Zanichelli, 1939
- La Sinistra al potere e altri saggi, Firenze, G. Barbera, 1944
- I partiti politici nella storia d'Italia, Firenze, F. Le Monnier, 1945
- L'idea dell'unità politica d'Europa nel XIX e XX secolo, Milano, C. Marzorati, 1948
- Le origini della seconda guerra mondiale, lezioni raccolte da Ernesto Ragionieri, Firenze, Editrice Universitaria, 1948
- La politica estera dell'Italia da Porta Pia all'età giolittiana, con prefazione di Giovanni Spadolini, Firenze, Le Monnier, 1968
- Scritti storici, a cura di Armando Saitta, 4 voll., Roma, Istituto storico italiano per l'età moderna e contemporanea, 1980